# Braulio Sáez García
Braulio Sáez Garcia OCD (* 23. März 1942 in Quintanaloranco, Spanien) ist ein spanischer Ordensgeistlicher und emeritierter Weihbischof in Santa Cruz de la Sierra.

## Leben
Braulio Sáez Garcia trat der Ordensgemeinschaft der Unbeschuhten Karmeliten bei, legte die Profess am 28. März 1966 ab und empfing am 25. März 1968 die Priesterweihe.
Papst Johannes Paul II. ernannte ihn am 18. Februar 1987 zum Titularbischof von Tacapae und Weihbischof in Oruro. Der Bischof von Oruro, Julio Terrazas Sandoval CSsR, spendete ihm am 13. Mai desselben Jahres die Bischofsweihe; Mitkonsekratoren waren Gonzalo Ramiro del Castillo Crespo OCD, Weihbischof in La Paz, und Gonzalo López Marañón OCD, Apostolischer Vikar von San Miguel de Sucumbíos.
Am 7. November 1991 wurde er zum Bischof von Oruro ernannt. Am 11. September 2003 nahm Papst Johannes Paul II. seinen Verzicht auf das Bistum Oruro an und ernannte ihn zum Weihbischof in Santa Cruz de la Sierra und Titularbischof von Rhasus.
Papst Franziskus nahm am 12. April 2018 seinen altersbedingten Rücktritt an.